# Microrégion de Ribeirão Preto
 (février 2025).
Si vous disposez d'ouvrages ou d'articles de référence ou si vous connaissez des sites web de qualité traitant du thème abordé ici, merci de compléter l'article en donnant les références utiles à sa vérifiabilité et en les liant à la section « Notes et références ».
La microrégion de Ribeirão Preto est l'une des sept microrégions qui subdivisent la mésorégion de Ribeirão Preto de l'État de São Paulo au Brésil.
Elle comporte 16 municipalités qui regroupaient 1 033 064 habitants en 2010 pour une superficie totale de 6 007 km².

## Municipalités[1]
- Barrinha
- Brodowski
- Cravinhos
- Dumont
- Guatapará
- Jardinópolis
- Luís Antônio
- Pontal
- Pradópolis
- Ribeirão Preto
- Santa Rita do Passa Quatro
- Santa Rosa de Viterbo
- São Simão
- Serra Azul
- Serrana
- Sertãozinho